# Jena, Louisiana
Jena (pronunție, [ˈdʒiːnə]) este un oraș (în engleză, town) din și sediul comitatului La Salle Parish, statul Louisiana, United States. GR6 Populația era de 2.971 locuitori la data recensământului din anul 2000.
În septembrie 2007, Jena s-a aflat în centrul atenției știrilor naționale din Statele Unite din cauza unui incident provocat de un grup de șase tineri afro-americani, cu vârste cuprinse între 14 și 17 ani, cunoscuți sub denumirea generică de Jena Six, care au bătut un alt elev de origine caucaziană.

## Istoric
Numele localității Jena a fost folosit după orașul Jena din Germania, unde împăratul francez Napoleon I a câștigat Bătălia de la Jena-Auerstedt în anul 1806.

## Geografie
Jena se găsește la coordonatele 31°41′24″N 92°7′29″V / 31.69000°N 92.12472°V (31.689993, -92.124781)GR1 fiind la o altitudine de 51 metri (sau 167 feet). Conform datelor culese de United States Census Bureau, orașul are o suprafață totală de 13.9 km2, doar uscat.

### Comunități înconjurătoare
- Midway
- Trout
- Nebo
- Webb Quarters
- Summerville
- Eden
- Goodpine
- Possum Point
- Belah
- Fellowship
- White Sulphur Springs
- Mackerel
- Rogers
- Searcy
- Whitehall
- Rhinehart

## Educație
Organismul coordonator La Salle Parish School Board se găsește în Jena.
Următoarele școli deservesc populația școlară din Jena
- Jena High School, 9–12 (Jena)
- Jena Junior High School, 7 & 8 (Jena)
- Goodpine Middle School, 4–6 (Trout/Goodpine)
- Jena Elementary School, PreK - 3 (Jena)
- Fellowship Elementary School, Pre-K-8 (Belah)
- Nebo Elementary School, PreK-8 (Nebo)
- Temple Christian Academy, Private PreK-8 (Jena)

## Localnici cunoscuți
- Jason Hatcher, jucător din NFL și membru al echipei Dallas Cowboys.
- George Reuben Trussell (1911-2008)
- Mike Francis
- Ralph Weyland "Bo" Trussell (1948-1983)
- Speedy O. Long (1928-2006), un membru al dinastiei politice populate Long.
- Danny Ted McDowell, se ocupă cu călătitul taurilor în PRCA și CBR.